# Ippazio Stefano
Ippazio Stefano, detto Ezio (pronuncia Stefàno; Casarano, 25 agosto 1945), è un politico italiano, sindaco di Taranto dal 14 giugno 2007 al 29 giugno 2017.

## Biografia
Laureato in medicina e chirurgia all'Università di Bari nel 1970, ha sempre lavorato a Taranto: prima come urologo dal 1971 al 1972 e poi come pediatra ed ematologo specializzato in talassemia (malattia molto diffusa nell'area pugliese) dal 1972 al 1992. Autore di numerose missioni umanitarie in Africa (nel 1974, al termine di un suo viaggio in Benin, ricevette un premio dall'associazione Medici senza frontiere), dal 1988 è idoneo a essere primario.

### Attività politica
Dal 1982 al 1992 è stato consigliere comunale di Taranto, prima con il PCI e poi con il PDS. Assessore alla sanità nel 1991, alle elezioni politiche del 1992 fu eletto senatore tra le file del PDS e due anni dopo confermò il suo seggio a Palazzo Madama. Nel 1996 si candida per la prima volta a sindaco di Taranto, appoggiato da tutto il centrosinistra, ottenendo il 45,7% al primo turno e poi perdendo il ballottaggio contro Gaetano De Cosmo. Successivamente si è allontanato dalla militanza politica diretta, dedicandosi per alcuni anni alle sue attività umanitarie e professionali.

#### Sindaco di Taranto
Alle elezioni amministrative del 2007 decide di candidarsi a sindaco di Taranto: nasce così una disputa tra lui e Giovanni Florido, il presidente della provincia che nella corsa alla carica di primo cittadino aveva già trovato l'accordo con DS e Margherita. Stefàno si sottopone ugualmente al giudizio degli elettori, venendo sostenuto da Rifondazione, Verdi, PDCI, Nuovo PSI, UDEUR e due liste civiche, composte da fuoriusciti dai DS e vicine al movimento nazionale Sinistra Democratica.
Al primo turno riceve il 37,3% dei consensi e conquista il ballottaggio, in cui il suo competitore, dopo momenti di suspense per il risultato sorprendente del "candidato virtuale" Mario Cito (figlio di Giancarlo), è proprio Florido a distanza di poche centinaia di voti da Cito. La vittoria di Stefàno, che nel secondo turno decide di non apparentarsi con nessuna lista, pur essendo in gran parte prevista avviene con il risultato sorprendente del 76,3% dei voti con affluenza relativamente bassa del 50,4%. In seguito il neosindaco Stefano si iscrive al Partito della Rifondazione Comunista, destando non poche sorprese e numerose critiche dalle opposizioni, le quali vedono come un tradimento della volontà popolare l'essersi candidato a sindaco con una lista civica per poi approdare a un partito della sinistra.
Nel 2010 ha aderito a Sinistra Ecologia Libertà, allontanandosi da Rifondazione Comunista, partito che peraltro non fa più parte della Giunta Comunale e della maggioranza che lo sostiene, dopo le polemiche suscitate dall'approvazione da parte del Consiglio Comunale della variante urbanistica collegata alla possibile costruzione dell'ospedale San Raffaele del Mediterraneo in luogo dei due ospedali pubblici tarantini. Nell'ottobre 2011, a proposito della questione ambientale, rilasciò a Il Ponte (rivista edita dal gruppo Ilva) una dichiarazione:
Tali dichiarazioni furono poi smentite dai periti della Procura della Repubblica che collegarono le emissioni dell'impianto a fenomeni degenerativi dell'apparato umano, i quali provocavano malattie e, nei casi peggiori, morti.. Dall'aprile 2013 sarebbe iscritto al registro degli indagati nell'ambito dell'inchiesta "Ambiente svenduto", condotta dalla Procura della Repubblica di Taranto.
Alle elezioni amministrative del 6 e 7 maggio 2012 si candida per un secondo mandato a Sindaco di Taranto sempre a capo di una coalizione di centrosinistra e al primo turno ottiene il primo posto con il 49,52% dei voti e quindi affronta il 20 e 21 maggio 2012 il ballottaggio con lo sfidante Mario Cito, candidato della Lega d'Azione Meridionale, de La Destra e della Fiamma Tricolore che ha ottenuto il secondo posto con il 18.93% dei consensi. Al ballottaggio ottiene il 69,67% dei consensi e quindi è riconfermato Sindaco. Il 30 ottobre 2013 riceve un avviso di garanzia dalla Procura di Taranto per abuso e omissioni in atti d'ufficio; per l'accusa, non si sarebbe adoperato con le necessarie misure per tutelare la salute dei cittadini. 
La  Procura della Repubblica di Taranto, nel marzo 2014, ha chiesto il suo rinvio a giudizio nell'ambito dell'inchiesta dell'Ilva. Il 23 luglio 2015 è stato rinviato a giudizio. Il 31 maggio 2021 viene assolto in primo grado.